# Михаїл Кавелашвілі
Михаїл Гурамович Кавелашвілі (груз. მიხეილ გურამის ძე ყაველაშვილი; нар. 22 червня 1971, Тбілісі, Грузинська РСР) — грузинський проросійський політик, колишній футболіст. Призначений виборчою колегією Грузії на посаду президента Грузії 29 грудня 2024 року. Не визнаний Європарламентом, США, Україною та грузинською опозицією.

## Футбольна кар'єра

### Клубна
Вихованець тбіліського «Динамо». Разом з командою тричі вигравав чемпіонат Грузії. У 1995 році перейшов в оренду до російського клубу «Спартак-Аланія». Того ж року допоміг владикавказькому клубу виграти Вищу лігу Росії. У 1995 році підписав контракт з «Манчестер Сіті». Дебютував за «городян» 6 квітня в поєдинку проти «Манчестер Юнайтед», в якому відзначився голом. Після вильоту за «Сіті» провів 24 матчі, в яких відзначився 2-ма голами в Першому дивізіоні Футбольної ліги. Проте цього виявилося недостатньо для того, щоб отримати дозвіл на виступи в Футбольній лізі, тому 1997 року відправився в оренду до швейцарського «Грассгоппера». За два роки відзначився 20-ма голами в 59-ти зіграних матчах. У 1999 році уклав контракт з «Цюрихом». Три роки по тому перейшов у «Люцерн», а ще через рік опинився у «Сьйоні». Після переходу до «Аарау» у січні 2004 року, наприкінці року знову відправився в оренду до «Аланії», але після семи зіграних матчів повернувся до Швейцарії. У 2005 році перейшов у «Базель», тренер якого Крістіан Гросс знав Михаїла по спільній роботі у «Цюриху». Футбольну кар'єру завершив 2008 року в другій команді «Цюриха».

### Збірна
У футболці національної збірної Грузії дебютував 2 липня 1991 року під керівництвом Гіши Норакідзе в переможному (4:2) поєдинку проти Молдови. Єдиними (2-ма) голами за грузинську збірну відзначився 19 лютого 1998 року у переможному (3:1) товариському матчі проти Мальти. Востаннє за національну команду зіграв 8 вересня 2002 року в програному (1:4) поєдинку проти Швейцарії. З 1992 по 2002 рік провів загалом 32 матчі за збірну Грузії, в яких відзначився 8-ма голами. У складі національної команди став переможцем Міжнародного футбольного турніру на Мальті 1998 року.

## Політична карʼєра
У 2016 році обраний до парламенту Грузії від проросійської партії Грузинська мрія.
27 листопада 2024 року висунутий кандидатом у президенти Грузії від партії Грузинська мрія. Призначений  президентом Грузії 14 грудня 2024 року під час протестів у країні. Вступив на посаду 29 грудня 2024 року.

## Досягнення

### «Динамо» (Тбілісі)
- Ліга Еровнулі
  -  Чемпіон (6): 1990, 1991, 1992, 1993, 1994, 1995
- Кубок Грузії
  - Володар (4): 1992, 1993, 1994, 1995

### «Аланія»
- Вища ліга Росії
  -  Чемпіон (1): 1995

### «Грассгоппер»
- Суперліга Швейцарії
  -  Чемпіон (1): 1998

### «Цюрих»
- Кубок Швейцарії
  - Володар (1): 2000

### «Базель»
- Кубок Швейцарії
  - Володар (1): 2007